# 2S19 Msta-S
2S19 Msta-S – radziecka i rosyjska samobieżna haubicoarmata kalibru 152 mm. Opracowana jako następca działa samobieżnego 2S5 Hiacynt. Została skonstruowana w zespole konstruktorskim zakładów Urałtransmasz w Jekaterynburgu kierowanym przez Jurija Tomaszowa.
2S19 jest działem typu zakrytego. Główne uzbrojenie – haubicoarmata 2A64 o lufie długości 40 kalibrów, jest umieszczone w obrotowej wieży osadzonej na podwoziu gąsienicowym. Podwozie jest zbudowane z wykorzystaniem podzespołów czołgów T-72 i T-80. W niszy wieży są przewożone granaty artyleryjskie i ładunki miotające. Możliwe jest także podawanie amunicji z zewnątrz wozu. Szybkostrzelność praktyczna dochodzi do 8 strz./min.
Amunicja stosowana do działa 2S19 jest identyczna jak w dziale holowanym 2A65 Msta-B, czy starszej D-20. Standardowym jest granat odłamkowo-burzący o donośności maksymalnej 24 km, oraz granat odłamkowo-burzący z gazogeneratorem o zasięgu 29 km. Stosowane także mogą być granaty kasetowe (42 podpociski kumulacyjno-odłamkowe), 30F39 Krasnopol (naprowadzające się na cel podświetlony laserem), zakłócające łączność radiową, chemiczne (wycofane z uzbrojenia) i jądrowe (prawdopodobnie wycofane z uzbrojenia).